# Superman: Last Stand of New Krypton
Superman: Last Stand of New Krypton è un crossover che collega le collane di Superman pubblicate dalla DC Comics. Gli avvenimenti narrati sono successivi a quelli di World of New Krypton e conducono direttamente a War of the Supermen.
In questa storia Superman e i kryptoniani difendono il loro pianeta, Nuova Krypton, dall'invasione di Brainiac e la sua armata robotica. L'Uomo d'Acciaio viene aiutato nei suoi sforzi da numerosi membri della Superman Family, inclusi Supergirl, Superboy, Mon-El e la Legione dei Super-Eroi. Nel frattempo, gli sforzi degli eroi di sconfiggere Brainiac sono confusi dalle macchinazioni di due dei più pericolosi nemici di Superman, Lex Luthor e il Generale Zod.

## Trama
Brainiac scatenò la sua armata robotica contro il pianeta di Nuova Krypton, e i cittadini kryptoniani si accinsero a combatterli. Superman riuscì ad entrare nella nave di Brainiac dopo aver penetrato il suo campo di forza, mentre Supergirl guidò i kryptoniani contro i droni che vennero però attaccati dalla sonda anti-kryptoniana di Brainiac. Superboy, Mon-El e la Legione dei Super Eroi entrarono in battaglia per aiutare Supergirl. La Legione spiegò a Zod che, proprio come la città miniaturizzata di Kandor era tenuta in una bottiglia a bordo della nave di Brainiac, anche altre città di altri pianeti erano imprigionate e che quindi lui non poteva distruggere la nave finché queste città non fossero state portate in salvo. Zod mandò via Supergirl e fermò i Legionari bollandoli come terroristi. Nel frattempo, Superman, che stava per affrontare Brainiac di persona, fu messo al tappeto da un raggio d'energia alla kryptonite sparatogli contro da Lex Luthor e quindi catturato.
Alura (la madre di Supergirl) si confrontò con Zod e gli disse che i Legionari non erano terroristi, e mentre i due discutevano la Legione tentò di irrompere nella nave di Brainiac senza riuscirci. Dentro la nave, Superman e Mon-El continuavano a recuperare le città in miniatura, ma dovettero vedersela contro un Brainiac nel pieno delle forze. Durante lo scontro, Superman riuscì a contrastare i poteri telepatici dei Lanothiani, ma Brainiac si teleportò via con le città imbottigliate che i due eroi avevano salvato. La Legione riuscì finalmente a entrare nella nave grazie all'aiuto di Brainiac 5, ma anche questa mossa sembrò essere inutile, infatti anche Nuova Krypton fu miniaturizzata e messa in una bottiglia. Superman fu colpito dal sistema armato di Brainiac e fu dichiarato morto. Poco dopo, Zod affermò che Brainiac si era dileguato.
La città che Luthor espanse stava ancora crescendo, mettendo Kandor a rischio. Mentre Brainiac lavorava al problema, Supergirl fu scioccata dallo scoprire Superman impalato sui resti della nave di Brainiac a causa dell'esplosione di quest'ultima. Superman sembrò essere stato ferito gravemente, mentre Luthor, anche se si stava riprendendo dall'esplosione, fu compiaciuto dal disastro che aveva causato. Brainiac si confrontò con lui, furioso dell'azione del collega. Luthor lo prese in giro e gli sputò in un occhio prima che Brainiac, arrabbiato, gli spezzasse il collo uccidendolo.
Nel frattempo, Zod era ansioso di avere un ultimo scontro con Brainiac: questi lo chiamò codardo per averlo combattuto con i poteri intatti e un'armata di kryptoniani super potenti alle spalle. Come risposta, Zod si auto sparò dei raggi di sole rosso con il fucile di Archer, rimosse i propri poteri e pensando di aver livellato il suo potere a quello del suo nemico si preparò al combattimento. Brainiac 5 fece a Superman una trasfusione con il sangue di Conner e lo espose ad un'alta dose di raggi di sole giallo sintetici altamente concentrati, e grazie a queste cure l'eroe fu in grado di riprendersi.
Nonostante la perdita di poteri, Zod riuscì ad avere la meglio e a mettere Brainiac in ginocchio. Era in procinto di sparargli quando Superman intervenne: questa entrata in scena portò ad una discussione tra i due. Zod comandò ai suoi soldati di arrestare Kal-El così che potesse continuare l'esecuzione di Brainiac. Brainiac 5, avvertendo che quello era il suo momento, entrò e teleportò sé stesso e Brainaic via da Nuova Krypton.
Si scoprì poi che Luthor utilizzò un Luthor-robot fornitogli dal Giocattolaio, al fine di compiere la sua missione su Nuova Krypton. Fu quindi il robot ad essere ucciso da Brainiac. Lex era ancora vivo e discuteva con il Generale Lane di come il suo obiettivo, portare il disordine su Nuova Krypton, potesse essere raggiunto. Si venne a sapere che Luthor lavorò come agente del Generale per tutta la vicenda, e che il disordine da lui provocato diede a Lane l'opportunità di prevenire la guerra contro Nuova Krypton; Luthor ricevette il perdono presidenziale per i suoi servigi.
La storia terminò con Zod che guidava il suo esercito verso la Terra, a cui aveva dichiarato guerra, e continuò su Superman: War of the Supermen.

## Raccolte
- Superman: The Last Stand of New Krypton Vol. 1 (168 pagine, che raccoglie Superman: The Last Stand of New Krypton n. 1-2, Adventure Comics n. 8-9, Supergirl n. 51 e Superman n. 698)
- Superman: The Last Stand of New Krypton Vol. 2 (128 pagine, che raccoglie Superman: The Last Stand of New Krypton n. 3, Adventure Comics n. 10-11, Supergirl n. 52 and Superman n. 699)